# Pristimantis pirrensis
Espèce
Synonymes
- Eleutherodactylus pirrensis Ibáñez & Crawford, 2004

Statut de conservation UICN

 DD  : Données insuffisantes
Pristimantis pirrensis est une espèce d'amphibiens de la famille des Craugastoridae.

## Répartition
Cette espèce est endémique de la province de Darién au Panama. Elle se rencontre vers 1 250 m d'altitude dans la Serranía de Pirre.

## Description
Son dos est brun violacé, très foncé dans sa partie médiane et s'éclaircissant sur les flancs pour devenir blanc translucide sur sa face ventrale. Seules trois femelles ont été capturées à la date de la publication originale, la plus petite mesurait 25,8 mm et la plus grande 30 mm.

## Étymologie
Son nom d'espèce, composé de pirre et du suffixe latin -ensis, « qui vit dans, qui habite », lui a été donné en référence au lieu de sa découverte, la Serranía de Pirre.

## Publication originale
- Ibáñez & Crawford, 2004 : A new species of Eleutherodactylus (Anura: Leptodactylidae) from the Darien Province, Panama. Journal of Herpetology, vol. 38, no 2, p. 240-243 (texte intégral).